# République albanaise
1925 – 1928
soit :3 ans, 7 mois et 1 jour
Entités précédentes :
- Principauté d'Albanie

Entités suivantes :
- Royaume albanais

La République albanaise (en albanais : Republika Shqiptare) est le régime politique de l'Albanie de 1925 à 1928.
Le régime républicain a pris fin en 1928 lorsque le président de la République, Ahmet Zogu, se fait proclamer roi sous le nom de Zog Ier.